# Lucas Friedrich Julius Dominikus von Heyden
Pour les articles homonymes, voir Heyden.
Lucas Friedrich Julius Dominikus von Heyden ou Lucas von Heyden, né le 22 mai 1838 à Francfort-sur-le-Main  et mort le 13 septembre 1915 dans la même ville, est un entomologiste allemand spécialisé dans les coléoptères.
Il écrit avec Edmund Reitter et Julius Weise Catalogus coleopterorum Europae, Caucasi et Armeniae rossicae. Edn 2. Berlin, Paskau, Caen (1902).